# Myosotis nikiforovae
Myosotis nikiforovae är en strävbladig växtart som beskrevs av Stepanov. Myosotis nikiforovae ingår i släktet förgätmigejer, och familjen strävbladiga växter. Inga underarter finns listade i Catalogue of Life.